# Alasmidonta wrightiana
Alasmidonta wrightiana är en musselart som först beskrevs av Walker 1901.  Alasmidonta wrightiana ingår i släktet Alasmidonta och familjen målarmusslor. IUCN kategoriserar arten globalt som utdöd. Inga underarter finns listade i Catalogue of Life.